# Divisiones censales de Ontario
La Provincia de Ontario está dividida en 51 entidades que en su conjunto abarcan toda la provincia. A excepción de dos casos, sus áreas coinciden con las 49 divisiones censales que Statistics Canada tiene para Ontario. 
La provincia cuenta con cuatro tipos de divisiones: municipios de nivel único, municipios regionales, condados y distritos. Los tres primeros son un tipo de gobierno municipal, pero los distritos no lo son, ya que son áreas geográficas definidas (algunas bastante extensas) utilizadas en diversos contextos. Los tres últimos incluyen varios municipios más pequeños de nivel inferior, mientras que los municipios de nivel único no lo hacen. Las diferencias principales entre municipios regionales y condados radican en los servicios que ofrecen a sus residentes. (En general, los municipios de nivel inferior son tratados como subdivisiones censales por Statistics Canada.)

## Listado de las entidades administrativas

### Municipios de Nivel Único
| Municipio                   | Extensión (km2) | Población (2016) | Densidad (hab/km2) | Región Secundaria | Región Primaria |
| --------------------------- | --------------- | ---------------- | ------------------ | ----------------- | --------------- |
| Chatham-Kent                | 2 458           | 102 042          | 41.52              | Suroeste          | Sur             |
| Subdury                     | 3 239           | 161 647          | 49.91              | Nordeste          | Norte           |
| Haldimand-Norfolk           | 2 895           | 109 787          | 37.93              | Suroeste          | Sur             |
| Hamilton                    | 1 117           | 536 917          | 480.55             | Herradura dorada  | Sur             |
| Kawartha Lakes              | 3 084           | 75 423           | 24.45              | Central           | Sur             |
| Ottawa                      | 2 790           | 934 243          | 334.82             | Oriental          | Sur             |
| Condado del Principe Edward | 1 050           | 24 735           | 23.55              | Central           | Sur             |
| Brant                       | 1 093           | 134 808          | 123.31             | Suroeste          | Sur             |
| Toronto                     | 630             | 2 731 571        | 4 334.45           | Herradura dorada  | Sur             |
|                             | 18 358          | 4 811 173        | 262.08             |                   |                 |

### Municipios Regionales
| Municipio Regional | Extensión (km2) | Población (2016) | Densidad (hab/km2) | Capital Regional | Región Secundaria | Región Primaria |
| ------------------ | --------------- | ---------------- | ------------------ | ---------------- | ----------------- | --------------- |
| Durham             | 2 524           | 645 862          | 255.91             | Whitby           | Herradura dorada  | Sur             |
| Halton             | 964             | 548 435          | 568.89             | Oakville         | Herradura dorada  | Sur             |
| Muskoka            | 3 940           | 60 599           | 15.38              | Bracebridge      | Nordeste          | Norte           |
| Niagara            | 1 854           | 447 888          | 241.55             | Thorold          | Herradura dorada  | Sur             |
| Condado de Oxford  | 2 040           | 110 862          | 54.35              | Woodstock        | Suroeste          | Sur             |
| Peel               | 1 247           | 138 1739         | 1,108.09           | Brampton         | Herradura dorada  | Sur             |
| Waterloo           | 1 369           | 535 154          | 390.93             | Kitchener        | Suroeste          | Sur             |
| York               | 1 762           | 1 109 909        | 629.87             | Newmarket        | Herradura Dorada  | Sur             |
|                    | 15,700          | 4,840,448        | 308.31             |                  |                   |                 |

### Condados
| Condado                                         | Extensión (km2) | Población (2016) | Densidad (hab/km2) | Capital Regional | Región Secundaria | Región Primaria |
| ----------------------------------------------- | --------------- | ---------------- | ------------------ | ---------------- | ----------------- | --------------- |
| Condado de Bruce                                | 4 090           | 68 147           | 16.66              | Walkerton        | Suroeste          | Sur             |
| Condado de Dufferin                             | 1 486           | 61 735           | 41.50              | Orangeville      | Central           | Sur             |
| Condado de Elgin                                | 1 881           | 88 978           | 47.30              | St. Thomas       | Suroeste          | Sur             |
| Condado de Essex                                | 1 851           | 398 953          | 215.50             | Essex            | Suroeste          | Sur             |
| Condado de Frontenac                            | 3 788           | 150 475          | 39.70              | Kingston         | Oriental          | Sur             |
| Condado de Grey                                 | 4 514           | 93 830           | 20.80              | Owen Sound       | Suroeste          | Sur             |
| Condado de Haliburton                           | 4 076           | 18 062           | 4.40               | Minden           | Central           | Sur             |
| Condado de Hastings                             | 6 104           | 136 445          | 22.40              | Belleville       | Central           | Sur             |
| Condado de Hurón                                | 3 399           | 59 297           | 17.40              | Goderich         | Suroeste          | Sur             |
| Condado de Lambton                              | 3 002           | 126 638          | 42.20              | Wyoming          | Suroeste          | Sur             |
| Condado de Lanark                               | 3 036           | 68 698           | 22.60              | Perth            | Oriental          | Sur             |
| Condados Unidos de Leeds y Grenville            | 3 383           | 100 546          | 29.70              | Brockville       | Oriental          | Sur             |
| Condado de Lennox y Addington                   | 2 840           | 42 888           | 15.10              | Napanee          | Oriental          | Sur             |
| Condado de Middlesex                            | 3 317           | 455 526          | 137.30             | London           | Suroeste          | Sur             |
| Condado de Northumberland                       | 1 905           | 85 598           | 44.90              | Cobourg          | Central           | Sur             |
| Condado de Perth                                | 2 219           | 76 796           | 34.60              | Stratford        | Suroeste          | Sur             |
| Condado de Peterborough                         | 3 848           | 138 236          | 35.90              | Peterborough     | Central           | Sur             |
| Condados Unidos de Prescott y Russell           | 2 004           | 89 333           | 44.60              | L'Orignal        | Oriental          | Sur             |
| Condado de Renfrew                              | 7 449           | 102 394          | 13.70              | Pembroke         | Oriental          | Sur             |
| Simcoe County                                   | 4 860           | 479 650          | 98.70              | Midhurst         | Central           | Sur             |
| Condados Unidos de Stormont, Dundas y Glengarry | 3 310           | 113 429          | 34.30              | Cornwall         | Oriental          | Sur             |
| Condado de Wellington                           | 2 661           | 222 726          | 83.70              | Guelph           | Suroeste          | Sur             |
|                                                 | 75 023          | 3 178 380        | 42.37              |                  |                   |                 |

### Distritos
| Distrito            | Extensión (km2) | Población (2016) | Densidad (hab/km2) | Capital Distrital | Región Secundaria | Región Primaria |
| ------------------- | --------------- | ---------------- | ------------------ | ----------------- | ----------------- | --------------- |
| Algoma              | 48 815          | 114 094          | 2.34               | Sault Ste. Marie  | Nordeste          | Norte           |
| Cochrane            | 141 269         | 79 682           | 0.56               | Cochrane          | Nordeste          | Norte           |
| Kenora              | 407 269         | 65 533           | 0.16               | Kenora            | Nordeste          | Norte           |
| Manitoulin          | 3 107           | 13 255           | 4.27               | Gore Bay          | Nordeste          | Norte           |
| Nipissing           | 17 104          | 83 150           | 4.86               | North Bay         | Nordeste          | Norte           |
| Parry Sound         | 9 326           | 42 824           | 4.59               | Parry Sound       | Nordeste          | Norte           |
| Rainy River         | 15 487          | 20 110           | 1.30               | Fort Frances      | Nordeste          | Norte           |
| Distrito de Sudbury | 40 205          | 21 546           | 0.54               | Espanola          | Nordeste          | Norte           |
| Thunder Bay         | 103 723         | 146 048          | 1.41               | Thunder Bay       | Nordeste          | Norte           |
| Timiskaming         | 13 303          | 32 251           | 2.42               | Haileybury        | Nordeste          | Norte           |
|                     | 799 607         | 618,493          | 0.77               |                   |                   |                 |